# 日本汽車工業協會
日本汽車工業協會（Japan Automobile Manufacturers Association, Inc；JAMA）即日本汽車工業的團體，協會總部位置設立在東京都港區的日本汽車會館。

## 历史
- 1967年4月3日，合併「汽車工業協會」與「日本小型汽車工業協會」，正式成立。
- 1975年，第1屆「日英汽車會談」。此後，持續參與到1992年，共召開23屆。
- 1976年，華盛頓事務所（北美州）設立。
- 1990年，布魯塞爾事務所（歐洲）設立。
- 1992年，參加「日美汽車首腦會談」。
- 1996年，新加坡事務所（亞洲）設立。
- 1997年，紀念「日本汽車工業協會」成立30周年，發行《日本汽車產業歷程》書籍。
- 2002年，合併「汽車工業振興會」（1958年成立）與「汽車產業經營者聯盟」（1947年成立）。
- 2003年，北京事務所（中國）設立。
- 2004年，設立「日本汽車會館」。自此，日本汽車工業協會的協會總部事務所搬遷至該會館。

### 宗旨
致力於日本汽車工業的健全發展，從而為經濟發展和國民生活水準的提高作出貢獻。

### 任務
1. 展開有關汽車生產、流通、貿易及消費方面的調查。
2. 制訂和推廣汽車生產合理化、提高生產技術開發能力的有關措施。
3. 制訂和推廣汽車貿易及國際交流的有關措施。
4. 除上述之外，本協會根據章程和宗旨持續需要的業務。

## 協會成員

### 會長
| 歷屆   | 任期            | 會長       | 公司名稱／職務名稱                                        | 備註 |
| ------ | --------------- | ---------- | --------------------------------------------------------- | ---- |
| 第1屆  | 1967年－1972年  | 川又克二   | 日產汽車股份有限公司（日産自動車株式会社）社長            |      |
| 第2屆  | 1972年－1980年  | 豐田英二   | 豐田汽車工業股份有限公司（豊田自動車工業株式会社）社長    |      |
| 第3屆  | 1980年－1986年  | 石原俊     | 日產汽車股份有限公司（日産自動車株式会社）社長            |      |
| 第4屆  | 1986年－1990年  | 豐田章一郎 | 豐田汽車工業股份有限公司（豊田自動車工業株式会社）社長    |      |
| 第5屆  | 1990年－1994年  | 久米豐     | 日產汽車股份有限公司（日産自動車株式会社）社長            |      |
| 第6屆  | 1994年－1995年  | 豐田達郎   | 豐田汽車工業股份有限公司（豊田自動車工業株式会社）社長    |      |
| 第7屆  | 1995年－1996年  | 岩崎正規   | 豐田汽車工業股份有限公司（豊田自動車工業株式会社）副社長  |      |
| 第8屆  | 1996年－2000年  | 辻義文     | 日產汽車股份有限公司（日産自動車株式会社）社長            |      |
| 第9屆  | 2000年－2002年  | 奧田碩     | 豐田汽車工業股份有限公司（豊田自動車工業株式会社）社長    |      |
| 第10屆 | 2002年－2004年  | 宗國旨英   | 本田技研工業股份有限公司（本田技研工業株式会社）社長      |      |
| 第11屆 | 2004年－2006年  | 小枝至     | 日產汽車股份有限公司（日産自動車株式会社）共同社長        |      |
| 第12屆 | 2006年－2008年  | 張富士夫   | 豐田汽車工業股份有限公司（豊田自動車工業株式会社）副社長  |      |
| 第13屆 | 2008年 - 2010年 | 青木哲     | 本田技研工業股份有限公司（本田技研工業株式会社）社長      |      |
| 第14屆 | 2010年 - 2012年 | 志賀俊之   | 日產汽車股份有限公司（日産自動車株式会社）營運長          |      |
| 第15屆 | 2012年 - 2014年 | 豐田章男   | 豐田汽車工業股份有限公司（豊田自動車工業株式会社）社長    |      |
| 第16屆 | 2014年 - 2016年 | 池史彦     | 本田技研工業股份有限公司（本田技研工業株式会社）會長      |      |
| 第17屆 | 2016年 - 2018年 | 西川廣人   | 日產汽車股份有限公司（日産自動車株式会社）副会長兼共同CEO |      |
| 第18屆 | 2018年 -        | 豐田章男   | 豐田汽車工業股份有限公司（豊田自動車工業株式会社）社長    |      |

| 依日語五十音排序： - 五十鈴汽車股份有限公司（五十鈴自動車株式會社） - 川崎重工業股份有限公司（川崎重工業株式會社） - 鈴木股份有限公司（鈴木株式會社） - 大發工業股份有限公司（大發工業株式會社） - 豐田汽車股份有限公司（豐田汽車株式會社） - 日產汽車股份有限公司（日產汽車株式會社） - 日產柴油機工業股份有限公司（日產柴油機工業株式會社） - 日野汽車股份有限公司（日野汽車株式會社） - 富士重工業股份有限公司（富士重工業株式會社） - 本田技研工業股份有限公司（本田技研工業株式會社） - 馬自達股份有限公司（馬自達株式會社） - 三菱汽車股份有限公司（三菱汽車工業株式會社） - 三菱扶桑卡客車股份有限公司（三菱扶桑卡客車株式會社） - 山葉發動機股份有限公司（山葉發動機株式會社） | - 日本通用股份有限公司（日本通用株式会社） |

## 協會會務
日本汽車工業協會為順利開展會務，在理事會下面設常任委員會、10個一般委員會、3個車型委員會以及車展特別委員會，分別開展調查和研究的相關活動。並且，每個委員會中設立秘書處，處理日常事務。另外，在北美、歐洲、亞洲皆設有海外事務所。

### 理事會
- 會長
- 副會長
- 專務理事
- 常務理事
- 理事

### 委員會
| - 常任委員會 - 企劃部會 - 總務部會 - 公關部會 - 調查部會 - 法規部會 - 消費者部會 | - 一般委員會 - 技術管理委員會 - 技術企劃部會 - 技術管理部會 - 海外技術管理部會 - 研究管理部會 - 知識產權部會 - 安全環境技術委員會 - 安全部會 - 排放及油耗部會 - 噪音部會 - 燃料及潤滑油部會 - 電子工學部會 - 電動車輛技術部會 - ITS技術部會 - 大型車部會 - 環境委員會 - 環保企劃部會 - 地球環境部會 - 工廠環境部會 - 回收再利用及廢棄物部會 - 交通委員會 - 交通安全部會 - 交通環境部會 - ITS企劃部會 - 流通委員會 - 流通企劃部會 - 服務部會 - 零附件流通部會 - 福利車輛部會 - 流通運輸部會 - 報廢車輛流通部會 - 稅制委員會 - 稅制部會 - 採購委員會 - 零附件部會 - 國際委員會 - 通商部會 - 海外物流部會 - 貿易保險部會 - 電子訊息委員會 - 電子訊息企劃部會 - 商務系統部會 - 數學工程技術部會 - 勞務委員會 - 勞政部會 - 安全衛生部會 | - 車型委員會 - 微型汽車特別委員會 - 微型汽車企劃部會 - 機車特別委員會 - 機車企劃部會 - 機車技術部會 - 機車安全環境部會 - 機車海外部會 - 大型車特別委員會 - 大型車企劃部會 - 大型貨車部會 - 大型客車部會 | - 車展特別委員會 |

| - 秘書長 - 總務統籌部 - 勞務室 - 公關室 - 總務 - 企劃／調查 - 財務 - 電子訊息系統 - 交通統籌部 - 車展室 - 交通 - 事務統籌部 - 事務 - 稅制 - 零附件／資材採購 - 技術統籌部 - 安全技術 - 環境技術 - 技術管理 - 環境統籌部 - 地球環境 - 城市環境 - 回收再利用 - 國際統籌部 - 北美 - 歐洲／中東 - 亞洲 - 中國 | \| 北美州 - 華盛頓事務所 \| 歐洲 - 布魯塞爾事務所 \| 亞洲 - 新加坡事務所 中國 - 北京事務所 \| |                                       |
| 北美州 - 華盛頓事務所 | 歐洲 - 布魯塞爾事務所                                                                         | 亞洲 - 新加坡事務所 中國 - 北京事務所 |

## 外部連結
- 日本汽車工業協會（Japan Automobile Manufacturers Association, Inc；JAMA） （页面存档备份，存于）